# Saul Smith
Saul Lamont Smith (Pinehurst, 28 marzo 1979) è un ex cestista e allenatore di pallacanestro statunitense, professionista nella NBDL.
È il figlio di Tubby Smith.

## Palmarès
- Campione NCAA (1998)